# Schistophrya aplanata
Schistophrya
Genre
Espèce
Schistophrya aplanata, unique représentant du genre Schistophrya, est une espèce de Ciliés de la classe des Oligohymenophorea et de l'ordre des Peniculida. 
Selon le World Register of Marine Species (5 mars 2024), ce genre est un incertae sedis (c'est-à-dire un taxon dont la position dans la classification scientifique du vivant n'est pas encore totalement définie) de la famille des Frontoniidae.

## Étymologie
Le nom Schistophrya est composé du préfixe grec σχιστ / schist, « fendu, séparé », et du suffixe phrya (du grec ancien οφρύς / ophrýs, « sourcil ⇒ cil ⇒ cilié »), littéralement « cilié fendu » ou « cilié doté d'une fente », sans doute en référence à la « bouche étroite, en forme de fente » dont est doté ce cilié. 

## Description
Selon Kahl (1935) premier descripteur du genre et de l'espèce en 1933, Schistophrya aplanata est une espèce très aberrante, bien qu’étroitement apparentée notamment aux Nassulidae et aux Frontoniidae. Sa bouche étroite, en forme de fente, est située au milieu du corps, près du bord droit ; elle ne présente pas de structures ciliées, mais plutôt deux lèvres plasmatiques qui se déplacent lentement par vagues. Elle possède une vacuole contractile située dans le premier quart droit du corps cellulaire. La « pellicula » est linéaire. Frontalement on y observe un amas de grains noirâtres. 

## Habitat et répartition
Schistophrya aplanata est une espèce commune, bien que rare sur les fonds sablonneux près de Kiel (Allemagne).

## Systématique
L'espèce, unique en son genre, a été décrite en 1933 par le microbiologiste allemand Alfred Kahl.